# Trimmed in Scarlet
Trimmed in Scarlet é um filme de drama produzido nos Estados Unidos e lançado em 1923.